# Glory (Satellit)
Glory war ein Satellitenobservatorium und Erdbeobachtungssatellit der NASA, mit dem der Einfluss der Energieabstrahlung der Sonne auf das Klima und die Atmosphäre der Erde untersucht werden sollte. Glory sollte Bestandteil des Earth Observing Systems werden. Der Satellit wurde am 4. März 2011 gestartet, erreichte aber aufgrund des Versagens der Trägerrakete keine Erdumlaufbahn und stürzte in den Pazifischen Ozean.

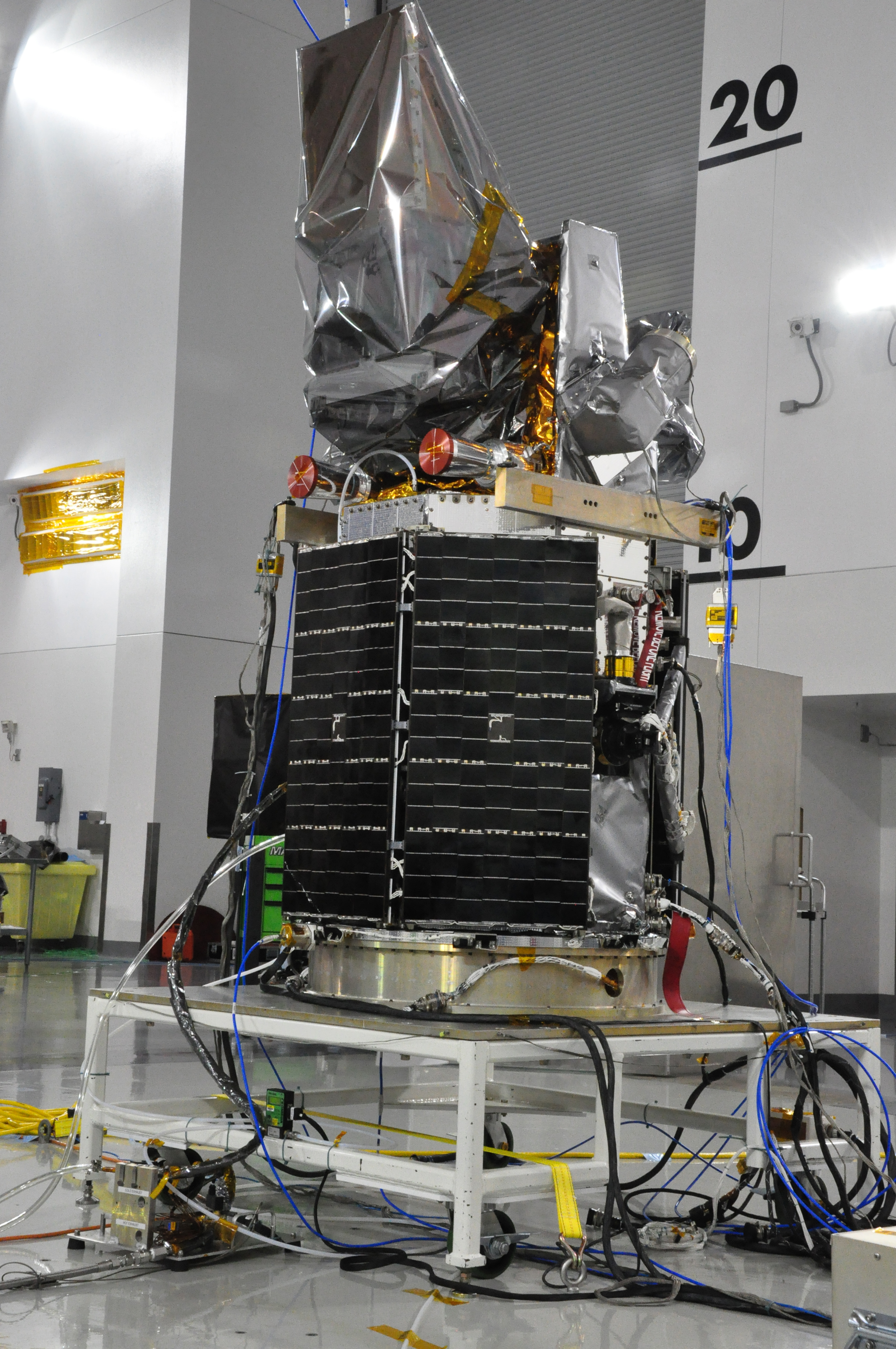
Glory bei den Startvorbereitungen

## Funktion
Glory sollte die langfristigen Messungen der Gesamtstrahlung der Sonne durch die Earth-Radiation-Budget- und ACRIM-Instrumente und  die Messungen des SORCE-Satelliten fortführen.
Zudem hatte Glory ein Instrument (APS) zur Erforschung der natürlichen und anthropogenen Aerosole der Erdatmosphäre an Bord. Zur Unterstützung dieses Instruments befand sich eine Kamera an Bord, um die Wolken im Blickfeld des Aerosol-Sensors zu erkennen.

## Aufbau
Der Satellit wurde von der Orbital Sciences Corporation in Dulles, Virginia im Auftrag des Goddard Space Flight Center gebaut. Dabei kam der Satellitenbus des eingestellten VCL-Satelliten zum Einsatz, der über mehrere Jahre eingelagert war.
Es handelte sich dabei um ein drei-Achsen-stabilisiertes Raumfahrzeug mit einem Steuersystem, welches den Satelliten zur Sonne und nach Kalibrierungssternen ausrichtet. Das Startgewicht betrug 545 Kilogramm. Die Solarzellen sollten eine Leistung von 400 Watt liefern.

## Instrumente

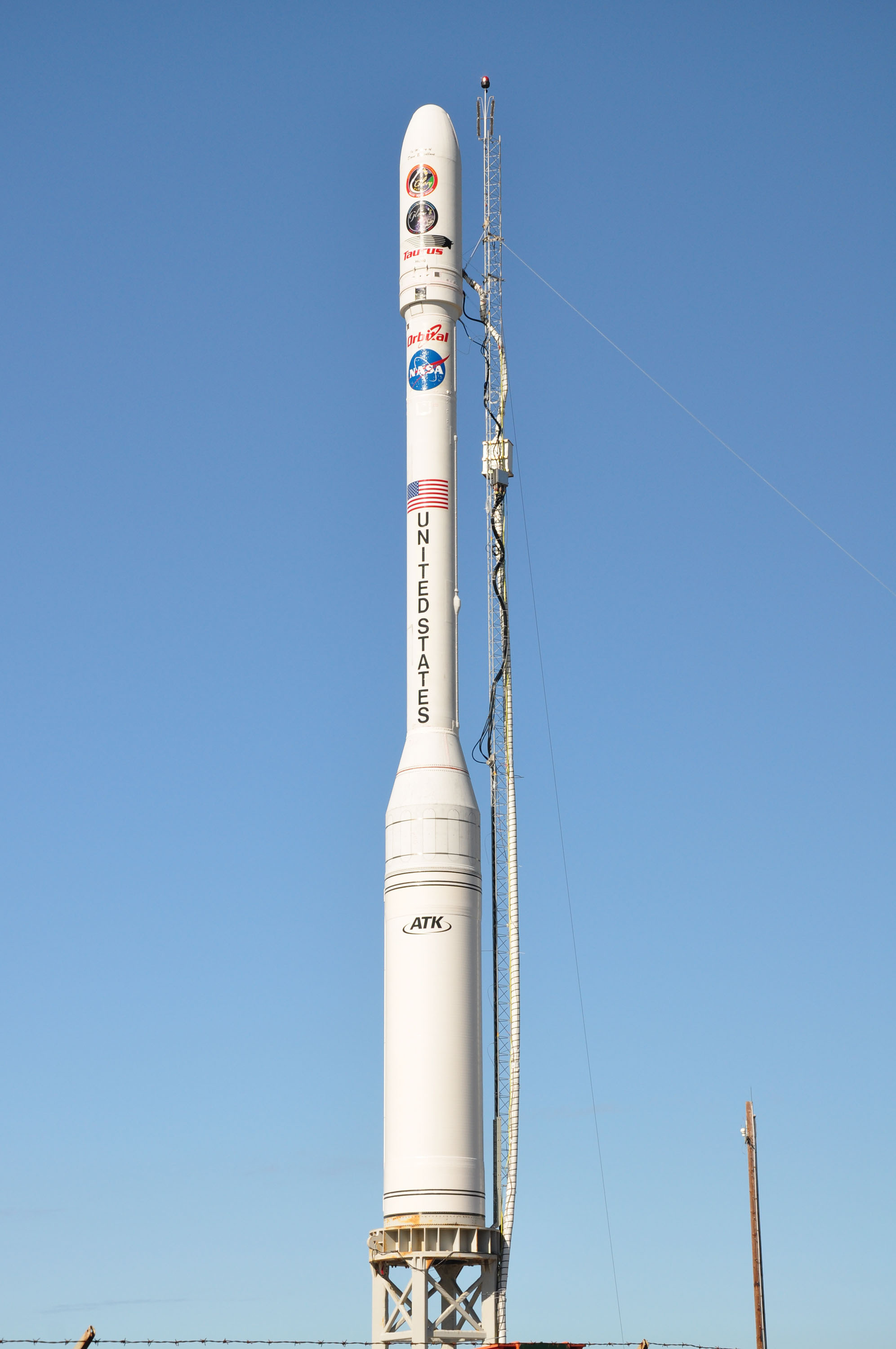
Taurus-3110-Rakete mit Glory

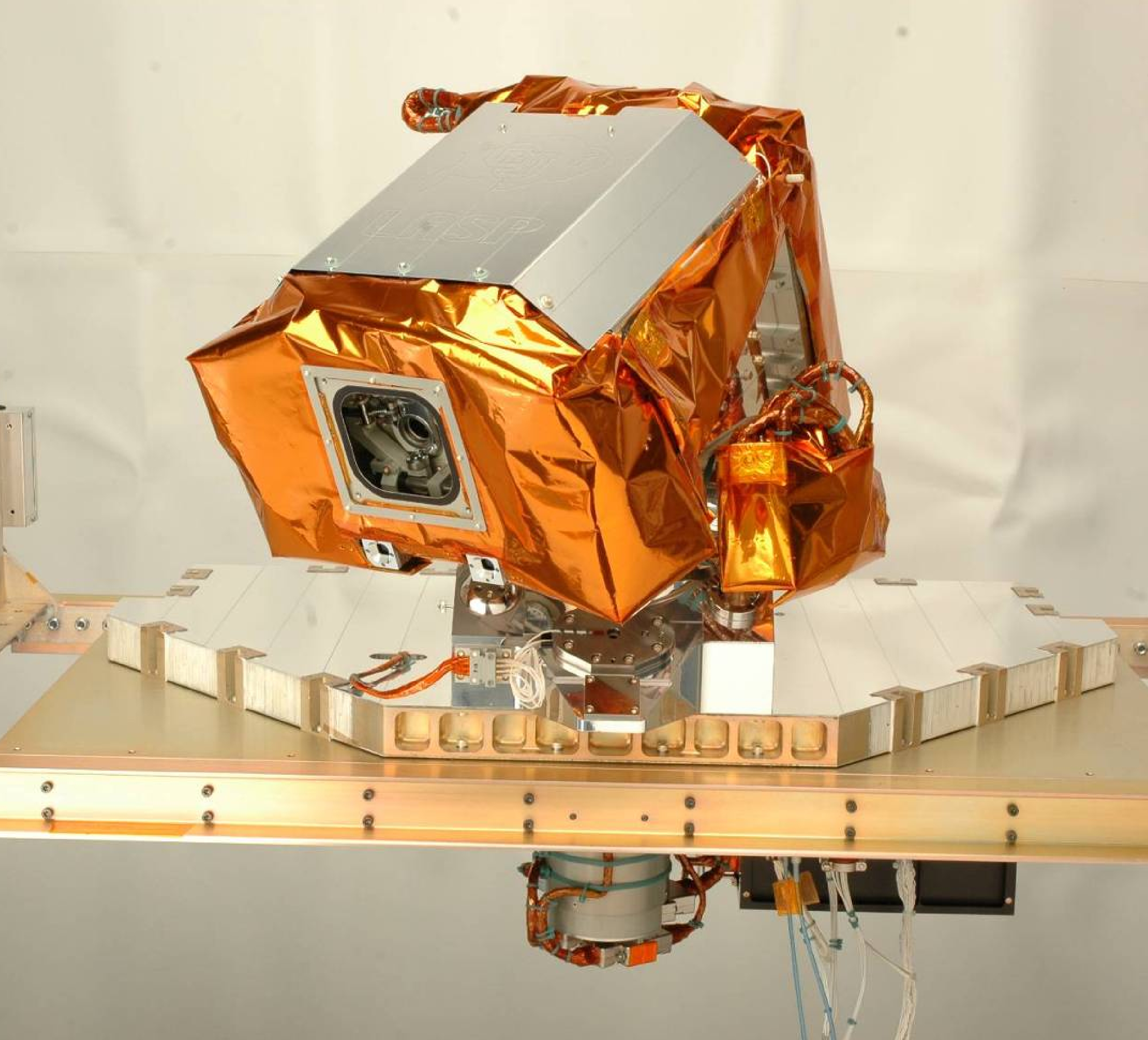
TIM
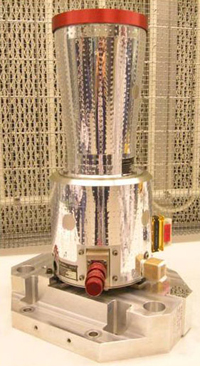
Cloud Camera
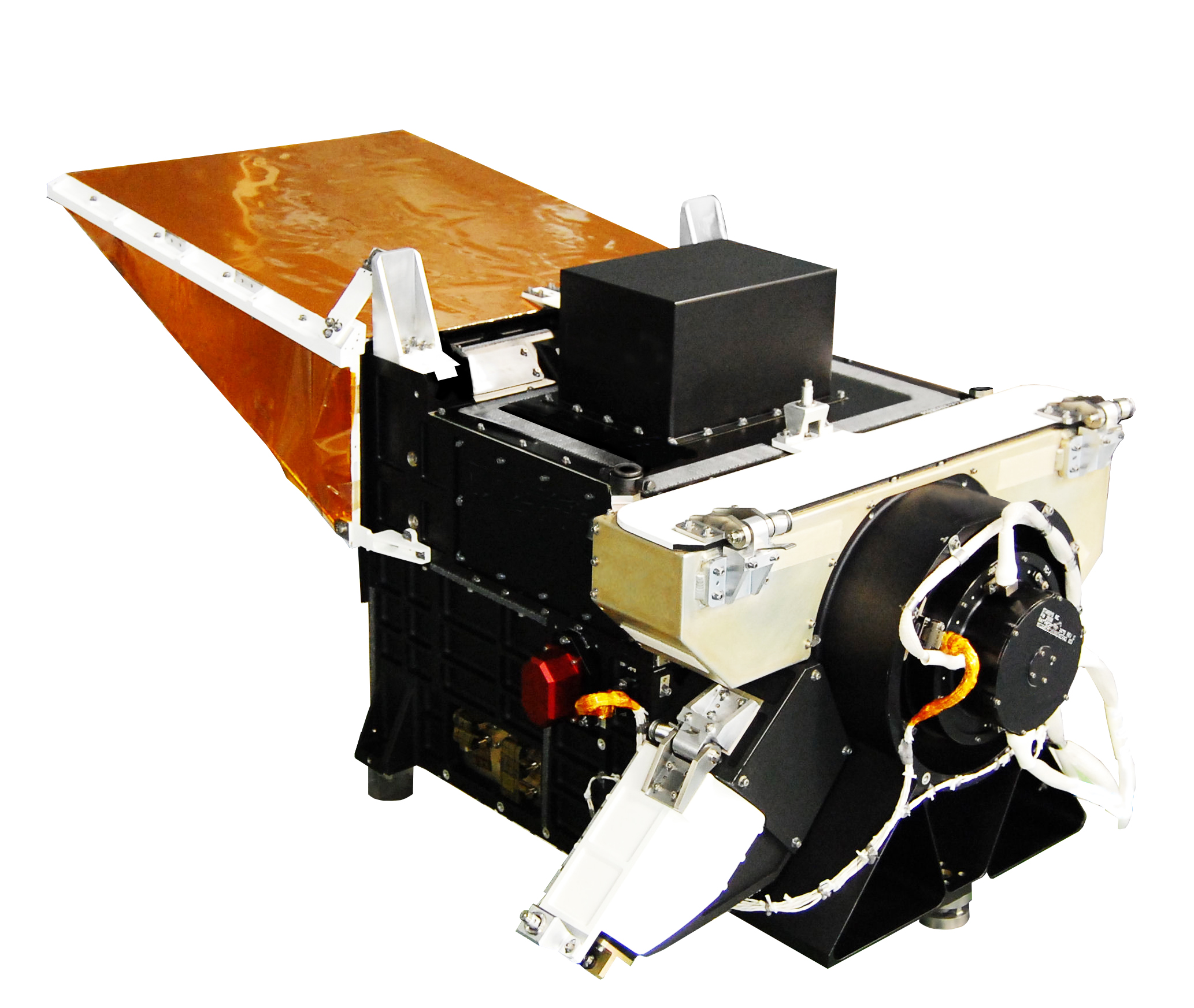
APS

- Total Irradiance Monitor (TIM)
zur Registrierung der Veränderungen der Sonneneinstrahlung
- Aerosol Polarimetry Sensor (APS)
zur Erforschung der Aerosole in der Erdatmosphäre im infraroten und sichtbaren Bereich
- Cloud Camera
zur Identifizierung von Wolken im Blickfeld des APS-Sensors

## Missionsverlauf
Der Forschungssatellit sollte am 23. Februar 2011 mit einer Rakete vom Typ Taurus 3110 (Taurus XL) von der Vandenberg Air Force Base gestartet werden, jedoch wurde der Start aus technischen Gründen verschoben. Der Start fand schließlich am 4. März 2011 statt, scheiterte jedoch an der nicht abgetrennten Nutzlastverkleidung.